# Rio Claro Futebol Clube
Il Rio Claro Futebol Clube, noto anche semplicemente come Rio Claro, è una società calcistica brasiliana con sede nella città di Rio Claro, nello stato di San Paolo.

## Storia
Il 9 maggio 1909, il club è stato fondato come Rio Claro Football Club dal professor Joaquim Arnold, e dai dipendenti della Companhia Paulista das Estradas de Ferro, come Bento Estevam Siqueira, Constantino Carrocine e João Lambach. Anni dopo, il club ha cambiato nome in Rio Claro Futebol Clube.
Il 14 luglio 1928, il Rio Claro ha giocato la sua prima partita internazionale, contro i marinai della H.M.S. Capton dell'Inghilterra.
Nel 2002, il club ha vinto il Campeonato Paulista Série B1, dopo aver sconfitto il Guaratinguetá Esporte Clube in finale. Il club venne così promosso nella terza divisione statale dell'anno successivo.
Nel 2005, il Rio Claro è stato finalista della Copa FPF. In finale, il club è stato sconfitto dal Noroeste.
Nel 2007, il club ha partecipato al Campeonato Paulista Série A1 per la prima volta. La squadra ha partecipato alla Série A1 anche nel 2008, nel 2010, nel 2014, nel 2015 e nel 2016.

## Palmarès

### Competizioni statali
- Campeonato Paulista Série B1: 1

2002